# Tarista lycaon
Tarista lycaon là một loài bướm đêm trong họ Noctuidae.